# جواز صحفي
يمنح الجواز الصحفي (يشار إليها أيضًا باسم بطاقة صحفية أو إذن صحفي) بعض الامتيازات الخاصة للصحفيين. بعض البطاقات لها حالة قانونية معتمدة والبعض الآخر لا يشير سوى إلى أن حاملها صحفي متدرب. يتم تحديد طبيعة المزايا من خلال نوع الوكالة التي أصدرته حيث يوجد منها ثلاث فئات رئيسية: وكالات الأنباء ووكالات تنفيذ القانون ومنظمو الحدث (عادة لأجل شأن واحد محدد مثل عقد مؤتمر صحفي مشترك). ويمنح كل نوع من البطاقات تراخيصًا مختلفة وبالتالي فإنه غالبا ما يكون ضروريًا أو مرغوبًا فيه للمراسلين أن يكون لديهم العديد من الجوازات الصحفية في وقت واحد.

## بطاقات إنفاذ القوانين

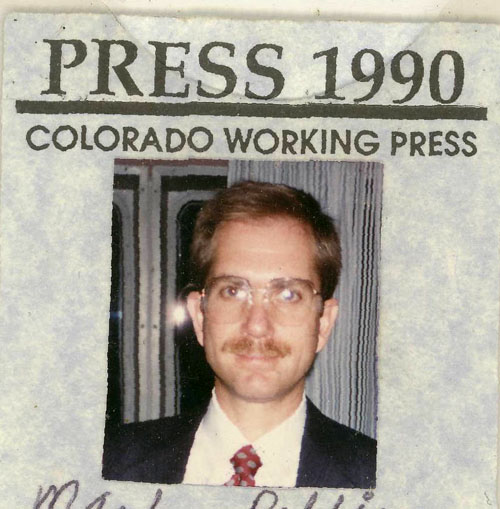
جواز دنفر الصحفي.

قد تصدر إدارات الشرطة على مستوى المدينة أو مقاطعة أو الولاية/المقاطعة جواز مرور صحفيًا في بعض المقاطعات. يسمح جواز الصحفي لحامله بعبور أماكن تواجد الشرطة أو خطوط النار حتى يقدم تقرير الأخبار العاجلة أو يمنحه الوصول إلى مسرح الجريمة أو المناطق المحظورة الأخرى-على الرغم من ذلم، قمن المحتمل رفض التصريح إذا كان ذلك يتعارض مع واجبات موظفي الطوارئ. وكانت وسائل الإعلام الشهيرة في منتصف القرن العشرين غالبًا ما تصور المراسلين في مسرح الجريمة ويكون الجواز الصحفي في رباط القبعة وهو أمر في الواقع غير عادي.
وبسبب الإعفاءات الاستثنائية التي تهبها الشرطة لحاملي الجوازات الصحفية، فإن بعض الولايات القضائية تتطلب إجراء مقابلة شخصية مع كل المتقدمين المحتملين ويتم تسجيل بصمات أصابعم كاملة، فضلاً عن التحققمن سجلاتهم الجنائية. وعمومًا يعتبر المراسلون الذين يغطون الأخبار العاجلة هم وحدهم المؤهلين للحصول على الجواز; والصحفيين الآخرين مثل (الكتاب اللامعين والمحررون ورؤساء التحرير والكتاب المستقلين والمدونين ليسوا كذلك.
ولا تمنح الجوازات الصحفية التي تصدرها الشرطة حق الوصول إلى المؤتمرات الصحفية الحكومية أو أية امتيازات أخرى: ويتعرف عليهم فقط موظف الاستجابة لحالات الطوارئ وهي صالحة فقط في نطاق اختصاص الوكالات التي أصدرتها.

### تصاريح وقوف السيارات
تصاريح الشرطة من أجل وقوف السيارات والتي صدرت في بعض النظم القانونية تعفي المركبات من بعض قيود وقوف السيارات أثناء العمل. قد تعرض هذه التصاريح على أي مؤسسة إخبارية تغطي الأخبار العاجلة حتى تستخدمها في سيارات الشركة التي يعمل بها مراسلون متفرغون ومصورون ومشغلو الكاميرات، وفي كثير من الأحيان يتم منح هذه التصاريح فقط للصحفيين الذين يحملون بالفعل جوازًا صحفيًا صادرًا عن الشرطة.
وعند عرض هذه التصاريح بشكل واضح، فإنها تسمح لحاملها الوقوف في مناطق الوقوف المقيدة “السكنية فقط” وقد تعفي حاملها ن سداد رسوم عداد انتظار السيارات. وتطبق هذه الامتيازات فقط في أثناء تغطية الأخبار العاجلة ولا تلغي كل قيود وقوف السيارات: المناطق الحمراء وصنابير مياه الحريق والمشاة ومناطق الحافلات ومناطق موقف سيارات المعاقين أو سلالم الوصول سيارة الأجرة ومناطق «حظر الوقوف» أو «ممنوع وقوف السيارات» وممرات العبور، كما لا تزال المناطق المحظورة الأخرى ممنوعة.

## الجوازات المحددة الحدث

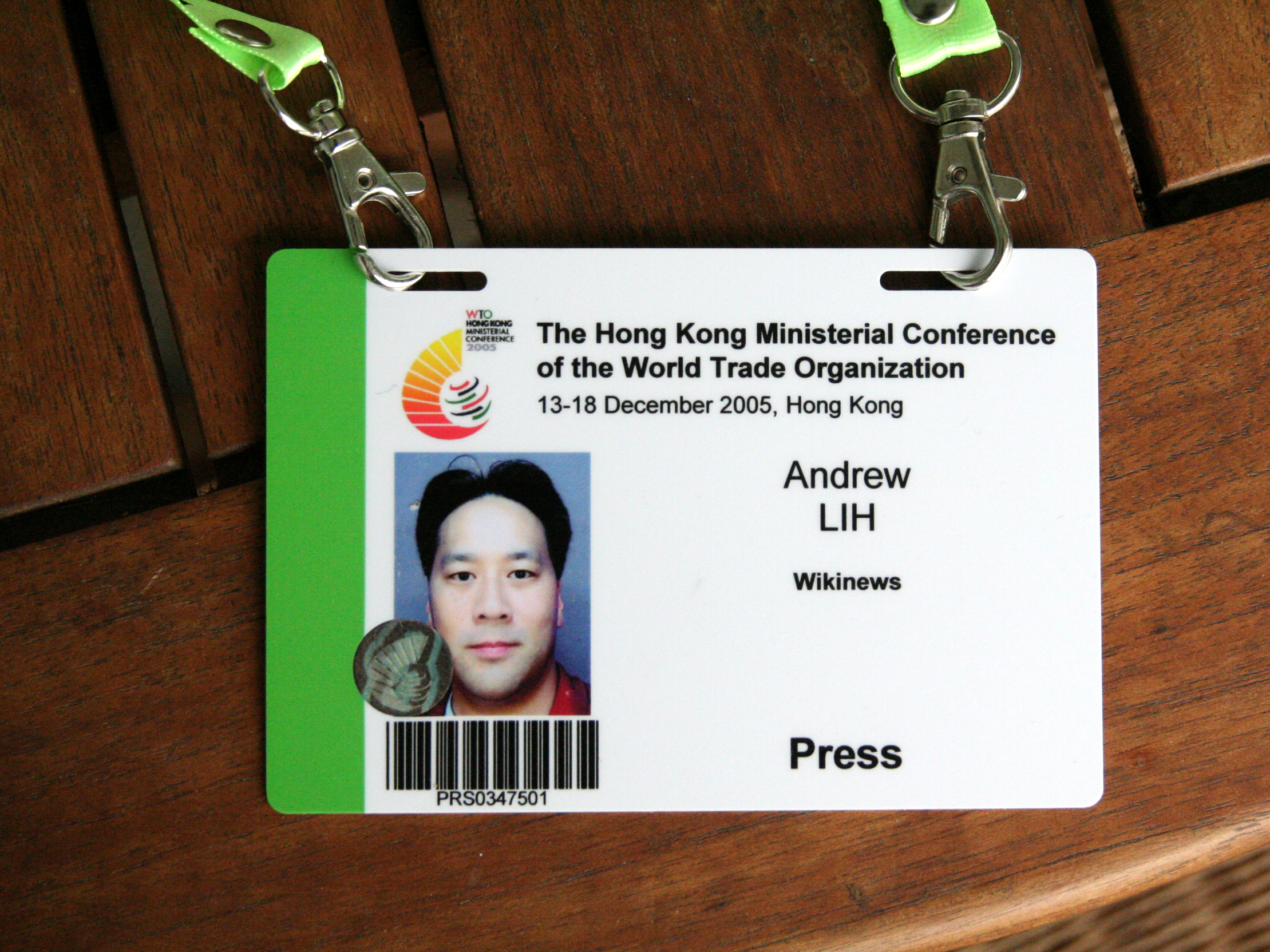
جواز صحفي المؤتمر الوزاري لمنظمة التجارة العالمية 2005 في هونغ كونغ

تكون الجوازات الصحفية متاحة في المعارض التجارية أو المهرجانات أو الأحداث الرياضية وعروض الجوائز أو المؤتمرات الأكاديمية أو الأحداث الكبرى من أي نوع. ويشار إليها أحيانًا باسم «شارات صحفية». وتكون هذه الجوازات ذات أهمية كبيرة بالنسبة لكثير من أحداث الدعاية في وسائل الإعلام وغيرها وتمنح امتيازات للصحفي يمكن أن تساعده في ذلك. وتمنح هذه الامتيازات لحاملي الشارات الصحفية، ولمن يكون مؤهلاً لها وذلك حسب طبيعة القضية.
وبشكل عام يجب أن يتقدم المتلقون المحتملون للجواز بطلبه في وقت مبكر مع تقديم أدلة على انتماءاتهم. قد تطلب الجهات الراعية مواد سابقة النشر أو رسالة من وكالة الأنباء على خطابات الوكالة الرسمية تضم تفاصيل مهام العمل. عمومًا لا يكون الموظفون من غير المراسلين في وكالات الأنباء (المديرين التنفيذيين ووموظفي المبيعات والناشرين والمحررين وغيرهم) مؤهلين للحصول على جواز صحفي.
وتصدر العديد من الأحداث الكبرى خاصةً المعارض التجارية ملفات صحفية لحاملي الجواز الصحفي.

### الأحداث المفتوحة

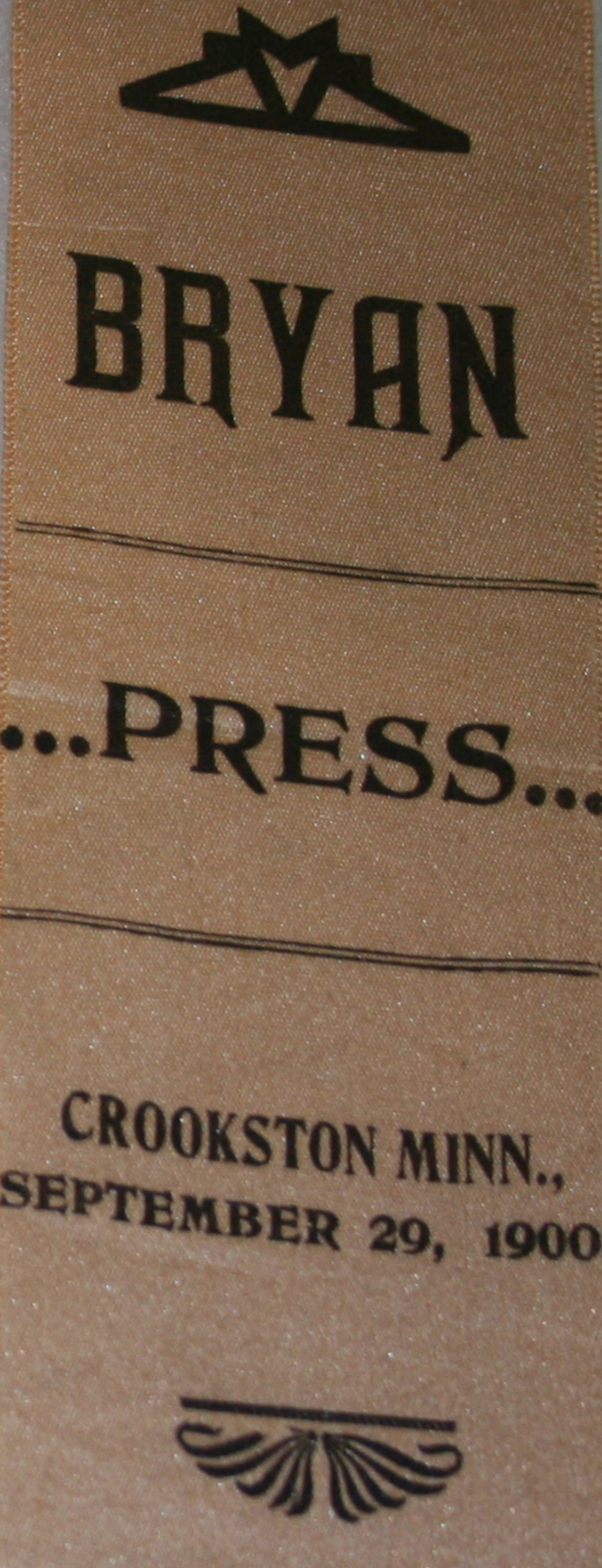
جواز صحفي عام 1900 لخطاب وليام جينينغز براين

قد يوفر الجواز الصحفي الصادر من الشرطة أو وسائل الإعلام القليل من الامتيازات بالنسبة للأنشطة المفتوحة للجمهور مثل اللقاءات المجتمعية أو الأنشطة المدرسية أو المعارض التجارية. يمكن ترتيب دخول مجاني أو بسعر مخفض أو منح حق الدخول في بعض الأحيان لحامل الجواز. قد تتسع الميزات أكثر فتشمل منح الوصول إلى مقاعد الصف الأمامي أو إلى غرف المخصصة للصحفيين، أما بالنسبة للأحداث الرياضية فإن الجوازات الصحفية الصادرة من الاستاد تمنح حق الدخول إلى مقصورة الصحافة.

### الأحداث المغلقة
بالنسبة للأحداث المغلقة عن عامة الجمهور، فإن الجوازات الصحفية الصادرة من الشرطة أو وكالات الأنباء تمنح حق الدخول لكنها جميعًا تتطلب استمارة طلب مسبقة للدخول. ومع ذلك، فإن زيادة الامتيازات تعني فرض المزيد من القيود على حاملي الجوازات الصحفية المحتملين. أما في المؤتمرات المهنية أو المعارض التجارية فيجوز منح تصاريح فقط للصحفيين الذين يغطون القطاع بانتظام أو الذين يحملون لقب «محلل قطاع»; أو مع تعيين كتاب للتحرير وللتقارير.

## الجوازات الصادرة عن وكالة أنباء

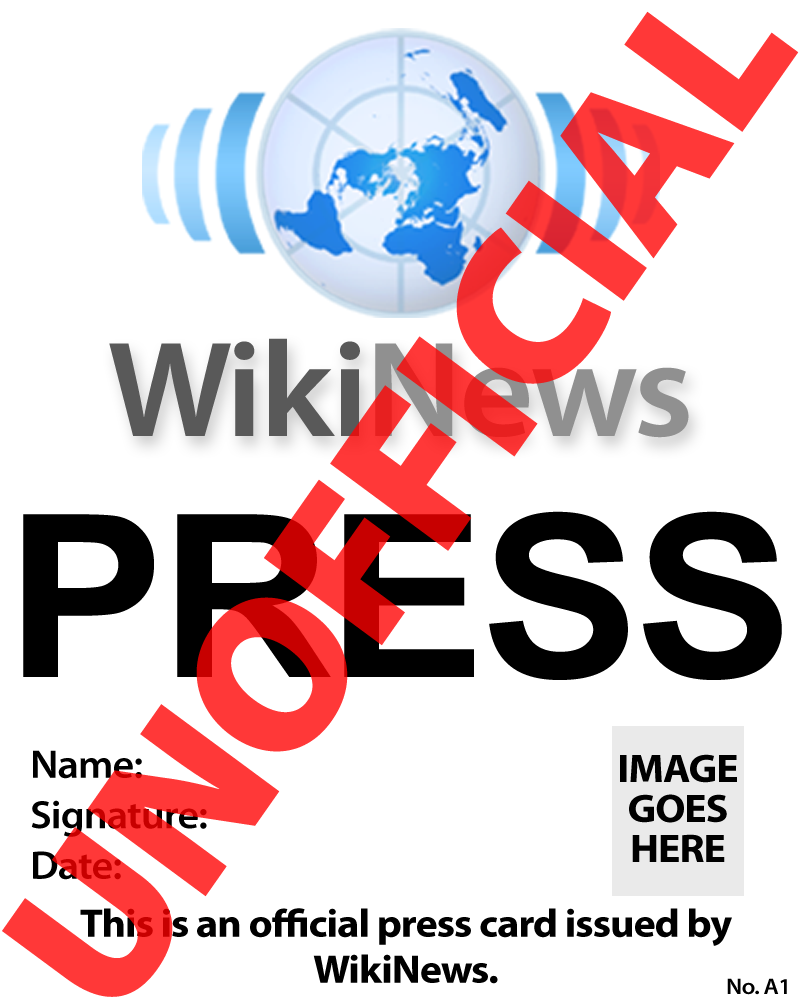
جوازات مرور صادرة عن ويكي الأخبار.

توضح الجمعية الدورية للناشرين بالقول: «أنت لا تحتاج إلى استئذان أحد لكي تكون صحفيًا» وتضيف: «ومع ذلك فإنه من المفيد أحيانًا أن تكون قادرًا على تعريف نفسك كصحفي عند الحاجة» وتحقيقًا لهذه الغاية تصدر الوكالات الصحفية بطاقات صحفية لمراسليها ورؤساء التحرير والكتاب والمصورين. وهي لا تمتلك الأسس القانونية لإصدار البطاقات الحكومية ولن تحل محل الجوازات المحددة الحدث وتستخدم البطاقات فقط كدليل على وضع حاملها كإعلامي يحمل ترخيصًا وفقًا للمنظمة التي أصدرت البطاقة. على هذا النحو، فإن حاملي البطاقات قد يكونون أكثر قدرة على إجراء المقابلات أو الحصول على معلومات من جهات تنفيذ القانون أو الوصول إلى أماكن حصرية.
في المملكة المتحدة، أصدرت هيئة البطاقات الصحفية بالمملكة المتحدة (وهي تحالف تطوعي لوكالات الأنباء) بطاقة وطنية موحدة للمراسلين المقيمين في المملكة المتحدة.
وبالنسبة للصحفيين المستقلين، تصدر المنظمات مثل اتحاد الكتاب الوطني وجمعية الناشرين المهنية أوراق اعتماد لأعضائها.

## بطاقات وهمية
يمكن لأشخاص غير مؤهلين الحصول على بطاقات صحفية أصلية، كما يمكن عمل نسخ مزيفة من بطاقات حقيقية ويمكن لأي شخص إصدار أو عمل بطاقات تبدو أصلية من ناحية الشكل. وتمتد الأسباب والعواقب من الأمور البسيطة (الحصول على مشروبات مجانية) إلى الكوارث (دخول الإرهابيين إلى المكان).
بطاقات زائفة
يمكن الحصول على الجوازات الصحفية غير الصادرة عن جهات نشر معتمدة أو صنعها بنية الحصول على المزايا الممنوحة لحاملي البطاقات الصحفية الشرعية. صرح جوان ستيوارت لجمعية العلاقات العامة بقوله "لقد انتشرت الجوازات الصحفية المزيفة في حفلات افتتاح المطاعم والمسارح والأحداث الرياضية والمهرجانات الموسيقية والتظاهرات وحفلات المشاهير وحتى مسارح الجرائم. وباستخدام حاسوب جيد وطابعة، يمكن لأي شخص خلال دقائق عمل جواز صحفي يشبه الجواز الرسمي.”
البطاقات المزورة
يمكن عمل نسخ مزيفة من البطاقات الصادرة عن جهات نشر شرعية، ولهذا اتخذت الجهات التي تصدر البطاقات تدابير لمنع تزوير بطاقاتها وعمل بطاقات بها حواجز تصوير تجسيمي وشرائط التوقيع وتغليف مقاوم للتلاعب.

## وصلات خارجية
- The US Press Photographers Press Pass, International Association of Press Photographers, ia-pp.com
- AFI Fest: Festival Information, Press FAQ, afi.com
- The French Press card committee's website, ccijp.net
- US Press Association, Organization for freelance journalist, uspressassociation.org
- UK Press Card Authority, ukpresscardauthority.co.uk